# یک فوریت
پیشنهادهای مطرح شده در صحن علنی مجلس شورای اسلامی چه به صورت طرح و چه به صورت لایحه، باید پیگیری شود و با توجه به اینکه اقدامات مجلس برای پیگیری این لایحه‌ها و طرح‌ها طبق نظم و پشت سر هم (با توجه به زمان ارایهٔ طرح و لایحه) باید انجام شود در این جا برای یک طرح یا لایحه‌ای که ضروری باشد در مجلس رای گیری می‌شود و نمایندگان به یک فوریت یا دو فوریت آن رای می‌دهند.
به عنوان مثال اگر پیگیری یک لایحه یک ماه دیگر است و این لایحه در زمان حال ضروری به نظر می‌رسد در مجلس باید دو فوریت یا یک فوریت این لایحه به رای گذاشته شود و در صورت تصویب از یک ماه به دو روز یا سه روز کاهش پیدا کند.

## منبع
- کتاب اصطلاحات سیاسی، به کوشش عبدالرحمان میاح